# Psilopleura senana
Psilopleura senana är en fjärilsart som beskrevs av William Schaus 1924. Psilopleura senana ingår i släktet Psilopleura och familjen björnspinnare. Inga underarter finns listade.